# Sybaris ictericus
Sybaris ictericus là một loài bọ cánh cứng trong họ Meloidae. Loài này được Gyllenhal in C. J. Schoenherr miêu tả khoa học năm 1817.